# Trigonotis procumbens
Trigonotis procumbens är en strävbladig växtart som först beskrevs av Otto Warburg, och fick sitt nu gällande namn av Ivan Murray Johnston. Trigonotis procumbens ingår i släktet Trigonotis och familjen strävbladiga växter. Inga underarter finns listade i Catalogue of Life.